# Анчета, Атилио
Ати́лио Анче́та (исп. Atilio Genaro Ancheta Weigel; род. 19 июля 1948, Флорида) — уругвайский футболист, выступавший на позиции защитника.

## Биография
Атилио Анчета начинал играть в футбол в родной Флориде, в команде «Сан-Лоренсо». В 1966 году он стал игроком «Насьоналя» и вскоре дебютировал в основном составе «трёхцветных». В 1960-е годы «Насьональ» не мог выиграть Кубок Либертадорес, в отличие от своих злейших конкурентов, «Пеньяроля», который стал лучшим клубом Южной Америки десятилетия, завоевав за этот период 3 главных континентальных трофея и 2 Межконтинентальных кубка. Но в 1971 году «Насьоналю», наконец, покорилась главная континентальная вершина. Сразу после победы Анчета, бывший одним из ключевых игроков обороны в своей команде, перешёл в бразильский «Гремио» и по этой причине не стал обладателем Межконтинентального кубка.
В «Гремио» Анчета выиграл значительно меньше трофеев, а именно два чемпионата штата Риу-Гранди-ду-Сул в 1977 и 1979 годах. В 1973 году уругваец был признан лучшим футболистом чемпионата Бразилии. «Золотой мяч» он разделил с другим легионером — аргентинцем Агустином Сехасом, защищавшим ворота «Сантоса». Всего за «Гремио» Анчета провёл 427 матчей, в которых забил 29 голов.
После двух лет, проведённых в начале 1980-х годов в стане колумбийского «Атлетико Насьоналя», Анчета вернулся в родной «Насьональ», где и завершил карьеру футболиста в 1983 году.
Атилио Анчета выступал за сборную Уругвая на рубеже 1960-х и 1970-х годов. Он провёл лишь 20 матчей за Селесте и принял участие в одном крупном турнире. Однако он был признан одним из лучших защитников чемпионата мира 1970 года, попав в символическую сборную. Анчета составил оборонительную линию данной символической сборной вместе с Карлосом Алберто Торресом, Францем Беккенбауэром и Джачинто Факкетти. От Уругвая в неё также попал вратарь Ладислао Мазуркевич.
По завершении карьеры футболиста, Атилио Анчета открыл свою футбольную школу. Также он сочиняет музыку и выступает в качестве певца. Проживает в Бразилии, в штате Риу-Гранди-ду-Сул, неподалёку от Порту-Алегри.

## Титулы и достижения
- Чемпион Уругвая (3): 1969, 1970, 1971
- Чемпион штата Риу-Гранди-ду-Сул (2): 1977, 1979
- Обладатель Кубка Либертадорес: 1971
- 4-е место на чемпионате мира: 1970
- Лучший футболист чемпионата Бразилии: 1973 (совместно с Агустином Сехасом)
- Участник символической сборной чемпионата мира 1970